# Schloss Trevesenhammer

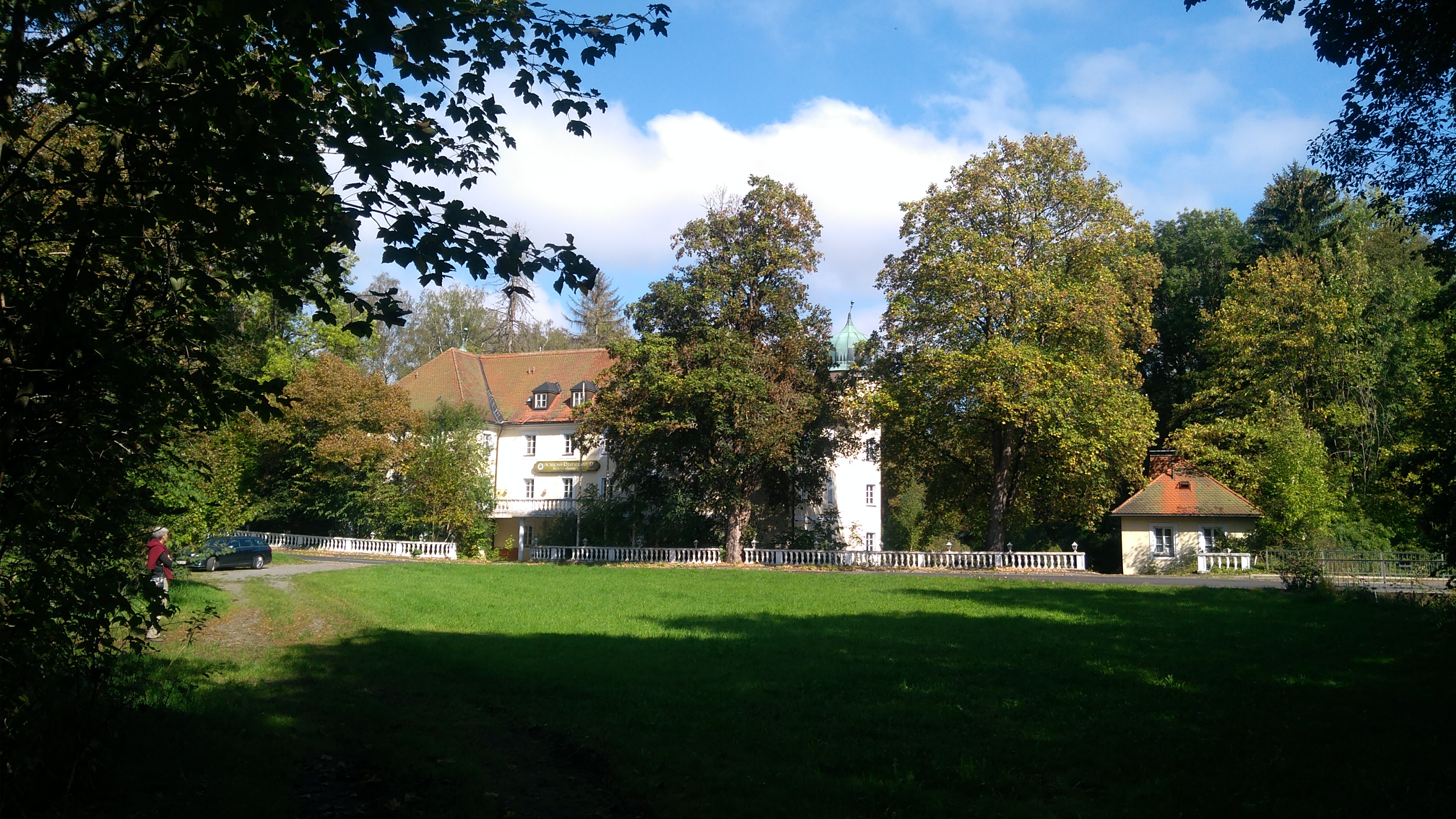
Schloss Trevesenhammer

Das ehemalige Schloss Trevesenhammer liegt in dem gleichnamigen Ortsteil Trevesenhammer der Oberpfälzer Gemeinde Pullenreuth im Landkreis Tirschenreuth von Bayern (Trevesenhammer 1). Wie der Name sagt, war das Schloss in Trevesenhammer ein Hammerschloss, wobei der Eisenhammer vom Wasser der Fichtelnaab angetrieben wurde.

## Geschichte

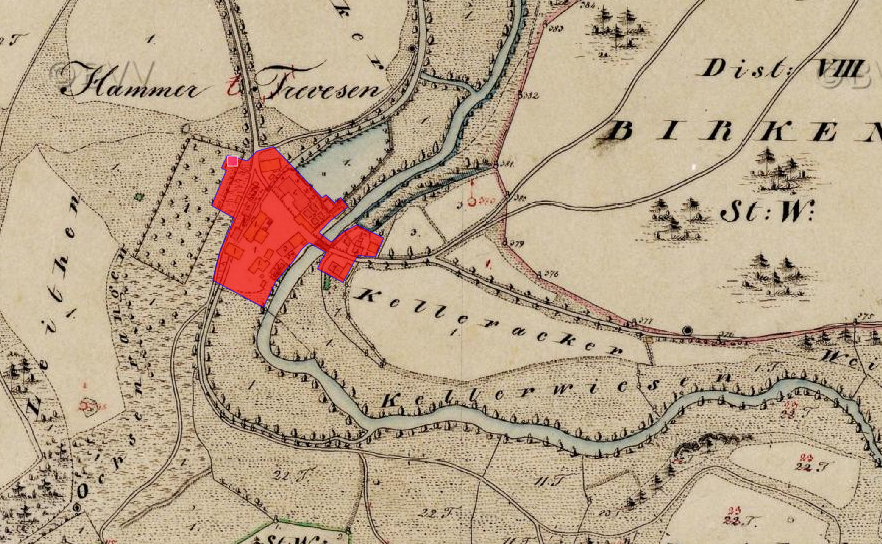
Lageplan von Trevesenhammer auf dem Urkataster von Bayern

Das Dorf Trevesen wurde von den Landgrafen Gebhard und Heinrich von Leuchtenberg 1279 dem Kloster Waldsassen übereignet. Die Landgrafen verzichteten 1282 zugunsten des Klosters auch auf ihre Schutzrechte in den Dörfern „Drebhesin“ und „Bingarten“. 1353 verkaufte das Kloster Trevesen an die Obere Pfalz. Ende des 14. Jahrhunderts war von einem „lehen zu Drevessent“, 1596 und 1630 von „Drefeßen“ die Rede. Nach dem Dreißigjährigen Krieg war der hiesige Eisenhammer noch betriebsbereit. Aus einem Bericht des Johann German Barbing an den Kurfürst Ferdinand Maria vom 16. Januar 1666 heißt es: „Drefesen. Hans Wilhelm Schleyer hat zu D. auch einen Schillhammer, so gangbar, darauf aber kein ‚Arzt‘ sondern allein ‚Süntter‘ verarbeitet wird.“
Eine Landsasserei in Trevesen ist erst 1720 entstanden, als der seit dem 14. Jahrhundert bestehende Hammer mitsamt dem Zislarshaus und weiteren Zugehörigkeiten zu einem Landsassengut umgewandelt wurde. Das Zislarhaus oder der Zißlhof ist Anfang des 17. Jahrhunderts abgegangen, wurde aber noch als Pertinenz (Nebengut) von Trevesen genannt. Erst 1970 wurde der Ortsname aufgehoben, da die Stätte längere Zeit unbewohnt war; an dem Ort ist noch eine Ruine mit vier aufragenden Mauern erhalten. 1718 stellte Michael Anton von Ponzelin, kurfürstlicher Rentkammerrat zu Amberg, den Antrag, „sein dermaliges hammergütl Trevesen widerumb in die vorhero gaudierte freiheit zu bringen“. Auf dem Hammergut lag das Recht, das Schmiedvolk mit Stock und Eisen abzustrafen, es war von Scharwerk, Hofsteuer und weiteren Auflagen befreit und hatte das Recht, bei obrigkeitlichen Verwaltungsvorgängen, die Notifikation schriftlich und nicht durch einen Amtsknecht zu erhalten. Wegen seiner besonderen Verdienste wurde ihm und seinem Schwiegervater Melchior Knab im April 1720 die erbliche Landsassenfreiheit „nach Gewohnheit unseres Fürstentums der Oberen Pfalz“ erteilt. Auf die ersten beiden Landsassen folgte Georg Joseph von Ponzelin, der 1740 dort immatrikuliert war. Nach einer Beschreibung von 1762 waren dort ein gutsherrliches Schloss mit einem Pächter als Inwohner, eine Mahlmühle, ein größeres und ein kleines Schmiedhaus sowie der Zistlerhof. 1785 war Michael von Thoma der Besitzer; er wurde auch noch 1806, in dem Normaljahr für den Nachweis der grundherrlichen Jurisdiktion, dort genannt. 1792 wurde der Eisenhammer als „gänzlich darnieder liegend“ bezeichnet. 1811 ging das Gut an Friedrich von Sperl über. Die niedere Gerichtsbarkeit wurde für das allode Rittergut für ruhend erklärt.
Der Trevesenhammer gehörte zum Amt Waldeck-Kemnath. Das nur einen Kilometer entfernt liegende Trevesen war eine Gemeinde, die 1946 nach Neuköslarn und 1972 nach Pullenreuth eingemeindet wurde.

## Schloss Trevesenhammer heute
Das Schloss ist ein einfacher klassizistischer Bau, der nach 1800 errichtet wurde. Das ehemalige Schlossgebäude ist dreigeschossig und hat an der straßenseitigen Schauseite zwei um jeweils eine Fensterachse hervorspringende Seitentrakte. An der Rückseite befinden sich zwei Rundtürme mit aufgesetzten Zwiebelhauben. Über dem Eingang ist das Wappen der Hammermeisterfamilie Sperl mit der Jahreszahl 1827 angebracht.
In den 1990er Jahren wurde das Schloss als Nobelhotel umgebaut. Der damalige Investor wurde aber in einem Betrugsprozess verurteilt.